# Zofia Tokarczyk
Zofia Tokarczyk (* 17. April 1963 in Nowy Sącz) ist eine ehemalige polnische Eisschnellläuferin.

## Werdegang
Tokarczyk, die für den AZS Zakopane startete, wurde in den Jahren 1982 sowie 1983 polnische Juniorenmeisterin im Mini-Mehrkampf und viermal polnische Meisterin im Sprint-Mehrkampf (1983, 1988, 1989, 1992). Zudem kam sie bei polnischen Meisterschaften siebenmal auf den zweiten Platz sowie sechsmal auf den dritten Platz und siegte jeweils zweimal über 500 m (1989, 1992) sowie 1000 m (1988, 1992). International startete sie erstmals bei den Juniorenweltmeisterschaften 1980 in Assen und Juniorenweltmeisterschaften 1981 in Elverum, wobei sie die Plätze 26 und 15 im Mini-Mehrkampf errang. In den folgenden Jahren lief sie bei der Mehrkampfweltmeisterschaft 1982 in Inzell auf den 29. Platz im Mini-Mehrkampf, bei der Sprintweltmeisterschaft 1982 in Alkmaar auf den 21. Rang und bei der Sprintweltmeisterschaft 1983 in Helsinki auf den 20. Platz. Nach Platz drei bei der 3-Bahnen-Tournee in Inzell und Rang eins in Innsbruck jeweils im Sprint-Mehrkampf zu Beginn der Saison 1983/84, wurde sie bei einem internationalen Wettbewerb in Davos Zweite im Sprint-Mehrkampf und belegte beim Saisonhöhepunkt, den Olympischen Winterspielen 1984 in Sarajevo, jeweils den 14. Platz über 500 m und 1000 m. Im Jahr 1985 errang sie bei der Mehrkampfeuropameisterschaft in Groningen den 19. Platz im Kleinen Vierkampf. Zu Beginn der Saison 1985/86 nahm sie in Berlin erstmals am Eisschnelllauf-Weltcup teil und kam dort über 1000 m auf die Plätze sieben sowie sechs und über 500 m auf die Plätze fünf sowie vier. Dieser vierte Platz war zugleich ihr bestes Ergebnis in dieser Rennserie. Im weiteren Saisonverlauf kam sie sechsmal unter den ersten Zehn und erreichte damit den neunten Platz im Weltcup über 1500 m, den siebten Rang im Weltcup über 1000 m sowie den fünften Platz im Weltcup über 500 m. Zudem lief sie bei der Mehrkampfweltmeisterschaft 1986 in Den Haag auf den 20. Platz im Kleinen Vierkampf und bei der Sprintweltmeisterschaft 1986 in Karuizawa auf den 14. Rang.
Nachdem Plätzen fünf und vier beim Weltcup in Berlin zu Beginn der Saison 1987/88, wurde Tokarczyk bei der 3-Bahnen-Tournee in Inzell Dritte über 1500 m sowie Zweite über 500 m und errang mit zwei weiteren Top-Zehn-Platzierungen den achten Platz im Weltcup über 1000 m. Außerdem belegte sie bei der Sprintweltmeisterschaft 1988 in West Allis den siebten Platz und beim Saisonhöhepunkt, den Olympischen Winterspielen 1988 in Calgary, den 18. Platz über 500 m, den 17. Rang über 1500 m sowie den 13. Platz über 1000 m. In der Saison 1988/89 wurde sie mit sieben Top-Zehn-Platzierungen, darunter Platz vier über 1000 m in Groningen, Neunte im Weltcup über 500 m und Siebte im Weltcup über 1000 m. Bei der 3-Bahnen-Tournee gewann in Innsbruck den Lauf über 1500 m sowie in Klobenstein im Mehrkampf und errang in Inzell jeweils den dritten Platz über 500 m und 1000 m. Zudem lief sie in Innsbruck auf den zweiten Platz über 1000 m. Bei der Mehrkampfweltmeisterschaft 1989 in Lake Placid lief sie auf den 18. Platz im Kleinen Vierkampf und bei der Sprintweltmeisterschaft 1989 in Heerenveen auf den 11. Rang. Im folgenden Jahr kam sie bei der Mehrkampfweltmeisterschaft in Calgary auf den 19. Platz im Kleinen Vierkampf. In der Saison 1991/92 nahm sie in Klobenstein letztmals am Weltcup teil, wobei sie den 17. Platz über 1000 m errang und startete bei der Mehrkampfeuropameisterschaft 1992 in Heerenveen letztmals international. Dort belegte sie den 17. Platz im Kleinen Vierkampf.

## Erfolge

### Olympische Spiele
- 1984 Sarajevo: 14. Platz 500 m, 14. Platz 1000 m
- 1988 Calgary: 13. Platz 1000 m, 17. Platz 1500 m, 18. Platz 500 m

### Mehrkampf-Weltmeisterschaften
- 1982 Inzell: 29. Platz Mini Mehrkampf
- 1986 Den Haag: 20. Platz Kleiner Vierkampf
- 1989 Lake Placid: 18. Platz Kleiner Vierkampf
- 1990 Calgary: 19. Platz Kleiner Vierkampf

### Sprint-Weltmeisterschaften
- 1982 Alkmaar: 21. Platz Sprint-Mehrkampf
- 1983 Helsinki: 20. Platz Sprint-Mehrkampf
- 1986 Karuizawa: 14. Platz Sprint-Mehrkampf
- 1988 West Allis: 7. Platz Sprint-Mehrkampf
- 1989 Heerenveen: 11. Platz Sprint-Mehrkampf

### Mehrkampf-Europameisterschaften
- 1985 Groningen: 19. Platz Kleiner Vierkampf
- 1992 Heerenveen: 17. Platz Kleiner Vierkampf

## Persönliche Bestleistungen
| Disziplin | Zeit        | Datum            | Ort                 |
| --------- | ----------- | ---------------- | ------------------- |
| 500 m     | 41,12 s     | 10. Februar 1990 | Calgary             |
| 1000 m    | 1:21,80 min | 13. Februar 1988 | Calgary             |
| 1500 m    | 2:08,54 min | 13. Februar 1988 | Calgary             |
| 3000 m    | 4:35,29 min | 19. Januar 1992  | Heerenveen          |
| 5000 m    | 8:51,21 min | 1. März 1986     | Tomaszów Mazowiecki |